# Montardit
Montardit is een gemeente in het Franse departement Ariège (regio Occitanie) en telt 171 inwoners (2005). De plaats maakt deel uit van het arrondissement Saint-Girons.

## Geschiedenis
Montardit was onderdeel van het kanton Sainte-Croix-Volvestre tot tot dit op 22 maart 2015 werd opgeheven en en de gemeente werd opgenomen in het op diezelfde dag gevormde kanton Portes du Couserans.

## Geografie
De oppervlakte van Montardit bedraagt 7,1 km², de bevolkingsdichtheid is 24,1 inwoners per km².
De onderstaande kaart toont de ligging van Montardit met de belangrijkste infrastructuur en aangrenzende gemeenten.

## Demografie
Onderstaande figuur toont het verloop van het inwonertal (bron: INSEE-tellingen).

Vanwege een beveiligingsprobleem met de MediaWiki Graph-software is het momenteel niet mogelijk deze grafiek weer te geven. Zodra de software is bijgewerkt zal de grafiek vanzelf weer zichtbaar worden.